# James Bellamy
James Francis Bellamy, conosciuto anche come Jim (Bethnal Green, 11 settembre 1881 – Chadwell Heath, 30 marzo 1969), è stato un allenatore di calcio e calciatore inglese.

## Carriera

### Calciatore
Dopo aver giocato nel Barking e nel Grays United, Bellamy viene ingaggiato dal Woolwich Arsenal nel maggio 1903. Con i Gunners giocherà sino al marzo 1907, quando sarà ceduto al Portsmouth, disputando 29 incontri e segnando 4 reti.
Il 14 marzo 1908 passò al Norwich City. Trasferitosi in Scozia, vinse con il Dundee la Scottish Cup 1909-1910. Con il sodalizio di Dundee giocò 118 incontri. Lasciò il Dundee, dopo quasi cinque anni di militanza, per incomprensioni con la dirigenza del club, che lo spinsero a firmare per il Motherwell.
Militò anche nel Motherwell, Burnley, Fulham, Southend, Ebbw Vale e chiuse la carriera agonistica al Barking.

### Allenatore
Nelle stagioni 1926-27 e 1927-28 guidò il Brescia, senza però accompagnare i lombardi nella tournée statunitense, dove andò Bigio Vielmi.
Allenò dal 1929 al 1931 il Barcelona, alla cui guida, insieme a Romà Forns, vinse il primo campionato spagnolo di calcio ma, con cui subì la peggior sconfitta, per 12 a 1, della storia del club blaugrana.

## Palmarès

### Calciatore
- Coppa di Scozia: 1

Dundee: 1910

### Allenatore
- Campionato spagnolo: 1

Barcellona: 1929